# Перово (станція)
Перово — вузлова залізнична станція Казанського та Рязанського напрямків Московської залізниці на сході Москви . Входить до Московсько-Курського центру організації роботи залізничних станцій Московської дирекції управління рухом. За основним характером роботи є сортувальною, за обсягом роботи віднесена до позакласної.
Станція складається з двох основних частин:
- Перово I
- Парк Перово IV — колишня самостійна станція Москва-Сортувальна-Рязанська.

Всього в межах станції знаходяться два зупинних пункти приміських електропоїздів: однойменний Перово, а також Плющево.

## Історія
Станція побудована в 1862 році (була першою станцією від Москви), названа за однойменним селом, яке згодом стало містом, яке в 1960 році увійшло до складу Москви. Сучасного вигляду (турнікетні павільйони, забарвлення, платформи) станція отримала після реконструкції у 2005—2006 рр. На кінець 2010-х станція 1 класу, раніше була позакласною.
В 2017 році станція через падіння обсягу роботи переведена з сортувальної в розряд дільничних. Сортувальна гірка законсервована, а вся сортувальна робота передана, а вагонообіг перенаправлено на найбільшу в Москві станцію Любліно-Сортувальне

## Пасажирські платформи
Платформа Перово розташована уздовж Карачаровського шосе (з південно-західного боку) та Кусковської вулиці (з північно-східного боку), у перетину з коліями Горьківського напрямку МЗ. Можлива пішохідна пересадка на платформу Чухлинка Горьківського напрямку, що знаходиться за 200 метрів на південь. Станція Перово розташовується на насипу. Час руху від Казанського вокзалу становить 14-17 хвилин. Платформа обладнана турнікетами. Є зупинним пунктом для більшості електропоїздів.
Зупинний пункт Перово має 2 платформи — берегову (з боку Карачаровського шосе, обслуговує 2-у колію) та острівну (1-а та 4-а колія). До обох платформ ведуть підземні переходи. Турнікетний павільйон для берегової платформи знаходиться на Карачаровському шосе, для острівної — безпосередньо на платформі, у північному її кінці. Перехід від острівної платформи проходить під усіма коліями станції, має виходи до Кусковського тупику та на Карачаровське шосе. Всі споруди станції пофарбовані у різні відтінки зеленого, як і решта станцій і платформ Казанського напрямку. Напівпрозорі навіси на платформах мають дизайн, також типовий для реконструйованих на початку XXI століття платформ.

## Колійний розвиток
Від станції відгалужується декілька сполучних ліній: до станцій Новопролетарська та Бійня, на Горьківський напрямок до станції Кусково, на Мале кільце Московської залізниці. У межі станції в 2010-х була включена колишня станція Москва-Сортувальна-Рязанська, що стала парком Перово-4. До станції примикають колії від експлуатаційного локомотивного депо Москва-Сортувальна-Рязанська (ТЧЕ-6), ремонтного локомотивного депо Москва-Сортувальна (ТЧР-16), а також ВАТ «Московського локомотиворемонтного заводу» (МЛРЗ).

## Пересадки
- Зупинний пункт Чухлинка
- Автобуси: 7, 36, 46, 59, 83, 131, 314, 449, 469, 617, 759, 787, 842, 859, т77